# Tressange
Tressange é uma comuna francesa na região administrativa de Grande Leste, no departamento de Mosela. Estende-se por uma área de 9,36 km², com 1 986 habitantes, segundo os censos de 1999, com uma densidade de 212 hab/km².